# Marco Sprinz

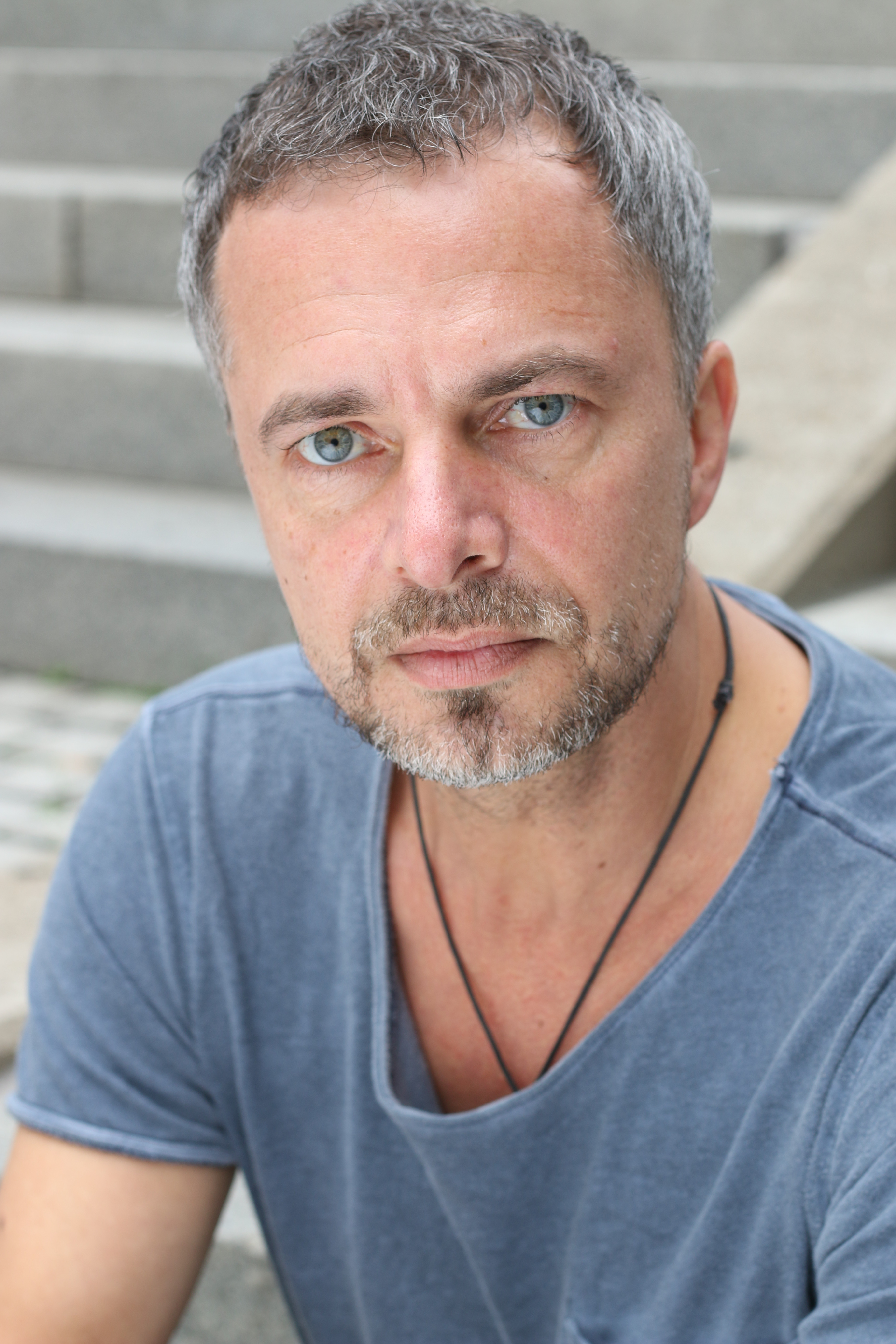
Marco Sprinz

Marco Sprinz (* 18. April 1970 in Haltern) ist ein deutscher Schauspieler.

## Leben
Marco Sprinz sammelte seine ersten Bühnenerfahrungen als Schauspieler mit 19 am Joseph-König-Gymnasium Haltern am See. Schon damals wuchs in ihm der Wunsch, aus seinem Hobby einen Beruf zu machen.
Zunächst absolvierte er von 1990 bis 1996 ein Lehramtsstudium in Münster. Von 1993 bis 1998 widmete er sich seiner zweiten Leidenschaft, dem Singen, und war Sänger und Texter in der Progressive-Rock-Band The Tale. Mit The Tale machte er Studioaufnahmen und zahlreiche Liveauftritte. Die Band zeichnete sich durch komplexe, anspruchsvolle musikalische Arrangements aus. Die bis zu 10 Minuten langen Stücke waren Soundcollagen von teils düsterer, psychedelischer Atmosphäre, zu denen Marco Sprinz seine metaphysischen Texte beisteuerte.
Im Jahr 1996 setzte Marco Sprinz schließlich seine Schauspielerfahrungen fort und spielte bis Mitte 1997 in sieben Produktionen der freien Theaterszene in Münster mit, hauptsächlich bei dem Placebo-Theater. Anfang 1998 zog Sprinz nach Köln, um am Zentrum für Bewegung, Schauspiel und Tanz eine dreijährige Ausbildung zum Schauspieler zu absolvieren. Seit 2001 spielte er in der freien Theaterszene Kölns u. a. für das D.a.S.-Theater, das Roma-Theater Pralipe, das Arkadas-Theater und für die provokante Kölner Theater- und Performancegruppe Analog in dessen erster Produktion L&L///Wasted Time///Leonce und Lena.
Von 2004 bis 2012 spielte Marco Sprinz bei der Daily Soap Unter uns die Rolle des Kochs Richie.
In dem Kurzfilm Nachtaktiv von Jörg Stehler, der den ersten Preis bei der Goldenen Klappe (Festival in Hessen) gewann, spielte Marco Sprinz die Rolle des Liebhabers.
Im Oktober 2005 spielte er zusammen mit zehn weiteren Darstellern aus Unter uns das Theaterstück Schnitzler – Unter uns im Schauspiel Köln.
Von 2001 bis 2011 war Marco Sprinz auf der Bühne in dem Stück Wilder Panther, Keks zu sehen, in dem er einen jugendlichen Drogensüchtigen spielt, der quasi an der Himmelspforte steht. Drei Engel entscheiden darüber, ob er ins Leben zurückdarf oder nicht. Wilder Panther, Keks ist eine Produktion des D.a.S.-Theaters Köln und wurde 2006 für den Kölner Theaterpreis und zum Kinder- und Jugendtheatertreffen NRW geladen.
Von 2003 bis 2011 spielte er, ebenfalls am D.a.S.-Theater in dem Jugendtheaterstück Freunde den Jugendlichen Benni, ein Mobbingopfer, das sich der Drangsalierung entzieht und erst zum Mitläufer, dann zum Täter wird.
Seit September 2008 spielt Marco Sprinz wieder im Freien Werkstatt Theater in Köln in der Produktion Das Wüten der ganzen Welt.
Das Wüten der ganzen Welt ist eine Romanadaption unter der Regie von Johannes Kaetzler und wurde mit dem Kölner Theaterpreis 2008 ausgezeichnet.
In den Jahren 2012 bis 2016 absolvierte Sprinz eine Ausbildung zum Vocal Coach beim Stimmig Sein Institut und arbeitete als Online Journalist für Zoomin.TV in Amsterdam und Düsseldorf.
Nebenbei widmete er sich weiter dem Songwriting, der Arbeit an einem Drehbuch zum Thema Freiheit, sowie an einem Road-Roman mit dem Titel American Tales, basierend auf wahren Erlebnissen aus dem Jahr 2009.
Seit 2016 ist Marco Sprinz als Schauspieler für die Mein Schiff-Flotte unterwegs. Die Erfahrungen seiner Weltreisen verarbeitete er auf Postkarten, die er wie eine Art Tagebuch benutzte. Darauf basierend entwickelte er auch eine Bühnenshow, in denen er seine Postkarten vorlas und mit passenden Songs kommentierte und eigenen Reise-Fotos zusätzlich illustrierte. Basierend auf dieser Idee erstellte Sprinz dann noch einen YouTube-Kanal unter dem Titel Die Reisen des Marco Paul, wo er aktuelle Postkarten in kurzen Videos umgesetzt hat.